# Gerisa
Gerisa (ook: Geerisa, Gaarrisa, Gārisa, Garisa, Garrisa) is een dorp in het District Lughaye, regio Awdal, in de niet-erkende staat Somaliland (en dus formeel nog steeds gelegen in Somalië).

Gerisa is na Lughaye de grootste plaats in het voorts buitengewoon dun bevolkte district. Het dorp ligt aan de Wadi Dharkaynle, midden in de uitgestrekte, vlakke Guban-woestijnsteppe. Er staan twee grote zendmasten.
Gerisa is de geboorteplaats van Hassan Gouled Aptidon (Somalisch: Xasan Guuleed Abtidoon), de eerste president van Djibouti, op 15 oktober 1916. Aptidon was president van 1977 tot 1999.